# Gracilisentis gracilisentis
Gracilisentis gracilisentis är en hakmaskart som först beskrevs av Van Cleave 1913.  Gracilisentis gracilisentis ingår i släktet Gracilisentis och familjen Neoechinorhynchidae. Inga underarter finns listade i Catalogue of Life.